# Jalgpalliklubi Tallinna Kalev
Lo Jalgpalliklubi Tallinna Kalev, noto anche come JK Kalev Tallinn o più semplicemente come Kalev Tallinn, è una società calcistica estone con sede nella città di Tallinn. Milita in Meistriliiga, la prima serie del campionato nazionale.

## Storia

### Estonia (1909-1940)
Il Kalev Tallinn è uno dei club più antichi dell'Estonia: venne fondato nel 1909 col nome di Jalgpalliselts Meteor Tallinn e disputò la prima partita ufficiale sul suolo estone il 6 giugno dello stesso anno contro il Merkuur Tallinn, sconfitto per 4-2. Nel 1911 cambiò nome in Jalgpalliklubi Tallinna Kalev, mantenuto tuttora da oltre un secolo.
Ha vinto due campionati estoni di epoca pre-sovietica (la Eesti Meistrid) nel 1923 e nel 1930, disputando tutte le edizioni dal 1921 al 1940.

### Unione Sovietica (1945-1962)
Fu l'unica squadra estone a partecipare al campionato nazionale sovietico insieme alla Dünamo Tallinn: fu in seconda serie (Klass B) dal 1947 al 1954, mentre nel 1949 arrivò anche a disputare i quarti di Coppa dell'URSS. Dopo un breve periodo nel campionato regionale estone (vinto nel 1955), partecipò alla prima serie (Klass A) nel 1960 e 1961, unica squadra estone a militare nella massima serie sovietica. 
Fino al 1962, anno in cui sparì dal panorama sovietico, la formazione riserve disputò il campionato regionale estone, eccetto gli anni in cui fu la stessa prima squadra a parteciparvi.

### Estonia (2003-oggi)
Nell'Estonia indipendente, il Kalev Tallinn fu rifondato nel 2002 e l'anno successivo partì dalla III Liiga, l'allora quarto livello del campionato estone, compiendo poi una rapida risalita. Nel 2006 finì terzo in Esiliiga, ma vinse lo spareggio contro il Lootus Kohtla-Järve, raggiungendo la massima serie.
Dopo tre anni in Meistriliiga, nella quale raggiunse il proprio culmine col 6º posto della stagione 2007, nel 2009 finì ultimo e retrocesso.
Nel 2011 vinse l'Esiliiga ottenendo la promozione nella massima serie anche grazie alle prestazioni di Rimo Hunt, vice-capocannoniere del torneo con 35 gol in 30 giornate.
Dopo tre stagioni di Meistriliiga con piazzamenti nella seconda metà di classifica, la squadra è nuovamente retrocessa nel 2014. Già nella stagione successiva il Kalev ha la possibilità di tornare nella massima serie, dopo aver conteso durante il campionato la promozione diretta col Tarvas Rakvere, accedendo allo spareggio promozione-retrocessione, ma esce sconfitto dal confronto col Tammeka Tartu. Nel 2016 conclude invece al 7º posto, senza mai essere stato in corsa per il salto di categoria.
Nel 2017 è di nuovo in corsa per la promozione, concorrendo stavolta col Maardu. Le due squadre arrivano a pari punti all'ultima giornata, in cui si disputa lo scontro diretto in casa del Maardu, mentre il Kalev ha da parte sua anche il pareggio come risultato utile. Dopo il primo tempo chiuso in svantaggio, il Kalev pareggia a inizio ripresa, ma nei minuti finali il Maardu mette a segno il definitivo 2-1, decisivo per la partita e per il campionato.
Conclusa la stagione al secondo posto, la squadra avrebbe dovuto disputare lo spareggio promozione/retrocessione contro la penultima della Meistriliiga, tuttavia l'annuncio dell'incorporazione del FCI Tallinn nel Levadia Tallinn ha indotto la EJL ad annullare la disputa dello spareggio tra Vaprus Pärnu e Kalev Tallinn; dunque la prima ha ottenuto fin da subito la permanenza in Meistriliiga, mentre la seconda è stata promossa d'ufficio in massima serie a completamento degli organici per la stagione 2018.
La stagione del ritorno in Meistriliiga vede il Kalev Tallinn sempre nella parte bassa della classifica, tuttavia con l'ottavo posto finale riesce a mantenere la categoria. La lotta per evitare la retrocessione si ripete anche nel campionato 2019, in cui il Kalev riesce a issarsi all'ottavo posto (l'ultimo che assicura la salvezza) a discapito del Kuressaare con una vittoria all'ultima giornata.
Nel 2020 arriva in semifinale della Coppa d'Estonia, in cui è eliminato dal Trans Narva. In campionato, nonostante una buona partenza, si ritrova poi in bassa classifica a lottare con TJK Legion, Trans Narva e Kuressaare; nell'ultima parte di stagione stanzia all'ultimo posto, retrocedendo infine in Esiliiga dopo quattro anni.
In Esiliiga 2021 contende il primo posto al Maardu per tutta la stagione fino allo scontro diretto nell'ultima giornata, pareggiato 1-1 in casa del Maardu, che non basta al Kalev Tallinn per sopravanzare la capolista. Il successivo spareggio promozione-retrocessione è contro il Tammeka Tartu: l'andata si conclude 0-0, ma al ritorno il Tammeka si impone per 3-0. Persa la promozione sul campo, successivamente il Kalev Tallinn viene ripescato in Meistriliiga, poiché il Maardu rinuncia alla partecipazione per motivi economici. In Meistriliiga 2022 si classifica all'ottavo posto, ma con un ampio margine sulla zona retrocessione. 
Nel 2023 il Kalev è protagonista di un'inaspettata lotta per il terzo posto: alle spalle di Flora Tallinn e Levadia Tallinn, in terza posizione si installa dapprima il Vaprus Pärnu e poi, dalla 12ª giornata, il Kalev Tallinn, che a sua volta nella seconda metà di stagione viene rimontato dal Paide e riavvicinato anche dal Kalju Nõmme. Prima dell'ultima giornata, il Kalev è quarto a -2 dal Paide, ma grazie alla vittoria contro il Trans Narva e al contemporaneo pareggio tra Paide e Levadia, riaggancia il terzo posto e lo conquista in virtù degli scontri diretti a favore, salendo per la prima volta sul podio della Meistriliiga e qualificandosi per le coppe europee.
Il 2024 è dunque l'anno d'esordio in UEFA Conference League, dove il Kalev viene inserito nel primo turno di qualificazione contro gli armeni dell'Urartu, che si impongono sia all'andata (1-2) sia al ritorno (2-0) eliminando subito gli estoni dalla competizione. Anche in Meistriliiga il Kalev vive una stagione avara di buoni risultati, conclusa al penultimo posto e col conseguente spareggio promozione/retrocessione contro il Viimsi, secondo dell'Esiliiga, infine battuto soltanto ai tempi supplementari.

## Strutture

### Stadio
Il Kalev gioca le partite casalinghe al Kalevi Keskstaadion di Tallinn, nel distretto di Kesklinn (sub-distretto di Juhkentali). Lo stadio, inaugurato nel 1956 e ristrutturato nel 2004, può contenere fino a 12000 spettatori (ufficialmente la capienza massima è di 11500).
Dal 2021, per lavori di ammodernamento dell'impianto, il Kalev Tallinn si è provvisoriamente trasferito al Kadrioru Stadium.

## Palmarès

### Competizioni nazionali
- Campionato estone: 2

1923, 1930
- Campionato della repubblica sovietica estone: 1

1955
- Esiliiga: 1

2011
- II Liiga: 1

2004 (girone Nord/Est)
- III Liiga: 1

2003 (girone Nord)

### Altri piazzamenti
- Campionato estone:

Secondo posto: 1922, 1924, 1925, 1931
Terzo posto: 1929, 1932, 1937-1938, 2023
- Campionato della repubblica sovietica estone:

Terzo posto: 1946
- Coppa d'Estonia:

Finalista: 1938-1939, 1943
Semifinalista: 2019-2020, 2024-2025
- Esiliiga:

Secondo posto: 2017, 2021
Terzo posto: 2006

## Statistiche e record

### Partecipazione ai campionati
Le statistiche comprendono le stagioni a partire dal 1992, anno della fondazione del campionato estone.
| Livello | Categoria    | Partecipazioni | Debutto | Ultima stagione | Totale |
| ------- | ------------ | -------------- | ------- | --------------- | ------ |
| 1º      | Meistriliiga | 13             | 2007    | 2025            | 13     |
| 2º      | Esiliiga     | 8              | 2005    | 2021            | 8      |
| 3º      | II Liiga     | 1              | 2004    | 2004            | 1      |
| 4º      | III Liiga    | 1              | 2003    | 2003            | 1      |

### Coppe europee
Il Kalev Tallinn conta 1 partecipazione alle coppe europee:
- 1 in Conference League (esordio nell'edizione 2024-2025).
  - Miglior risultato: 1º turno di qualificazione.

| Competizione      | G | V | P | S | GF | GS |
| ----------------- | - | - | - | - | -- | -- |
| Conference League | 2 | 0 | 0 | 2 | 1  | 4  |
| Totale            | 2 | 0 | 0 | 2 | 1  | 4  |

## Organico

### Rosa 2025
Aggiornata al 15 giugno 2025
| N. |                    | Ruolo | Calciatore           |
| -- | ------------------ | ----- | -------------------- |
| 1  | Estonia (bandiera) | P     | Sander Liiker        |
| 2  | Canada (bandiera)  | C     | Habib Famuditimi     |
| 3  | Estonia (bandiera) | D     | Jevgeni Tšernjakov   |
| 4  | Gambia (bandiera)  | D     | Momodou Jallow       |
| 5  | Estonia (bandiera) | D     | Airon Kollo          |
| 6  | Estonia (bandiera) | D     | Hugo Palutaja        |
| 7  | Estonia (bandiera) | A     | Rasmus Talu          |
| 8  | Estonia (bandiera) | A     | Kenlou Laasner       |
| 9  | Estonia (bandiera) | A     | Taaniel Usta         |
| 10 | Estonia (bandiera) | C     | Taavi Jürisoo        |
| 11 | Estonia (bandiera) | A     | Romet Nigula         |
| 12 | Estonia (bandiera) | A     | Ats Purje            |
| 14 | Estonia (bandiera) | C     | Aleksander Švedovski |

| N. |                    | Ruolo | Calciatore        |
| -- | ------------------ | ----- | ----------------- |
| 16 | Estonia (bandiera) | C     | Aleksandr Šurõgin |
| 17 | Estonia (bandiera) | C     | Ramon Smirnov     |
| 18 | Estonia (bandiera) | A     | Vadim Mihhailov   |
| 19 | Estonia (bandiera) | C     | Martin Tomberg    |
| 21 | Estonia (bandiera) | A     | Raiko Ilves       |
| 22 | Estonia (bandiera) | D     | Daniil Sõtšugov   |
| 23 | Estonia (bandiera) | D     | Rico Ernits       |
| 24 | Canada (bandiera)  | C     | Zachary Sukunda   |
| 31 | Estonia (bandiera) | C     | Oscar De Pizzol   |
| 37 | Estonia (bandiera) | D     | Daniil Shevyakov  |
| 66 | Estonia (bandiera) | D     | Enrico Kajari     |
| 98 | Estonia (bandiera) | P     | Miron Vetkal      |
| 99 | Estonia (bandiera) | P     | Sander Lepp       |